# Тералба
Тера̀лба (на италиански: Terralba; на сардински: Terraba, Тераба) е град и община в Южна Италия, провинция Ористано, автономен регион и остров Сардиния. Разположен е на 9 m надморска височина. Населението на общината е 10 312 души (към 2010 г.).